# Třešeň ptačí

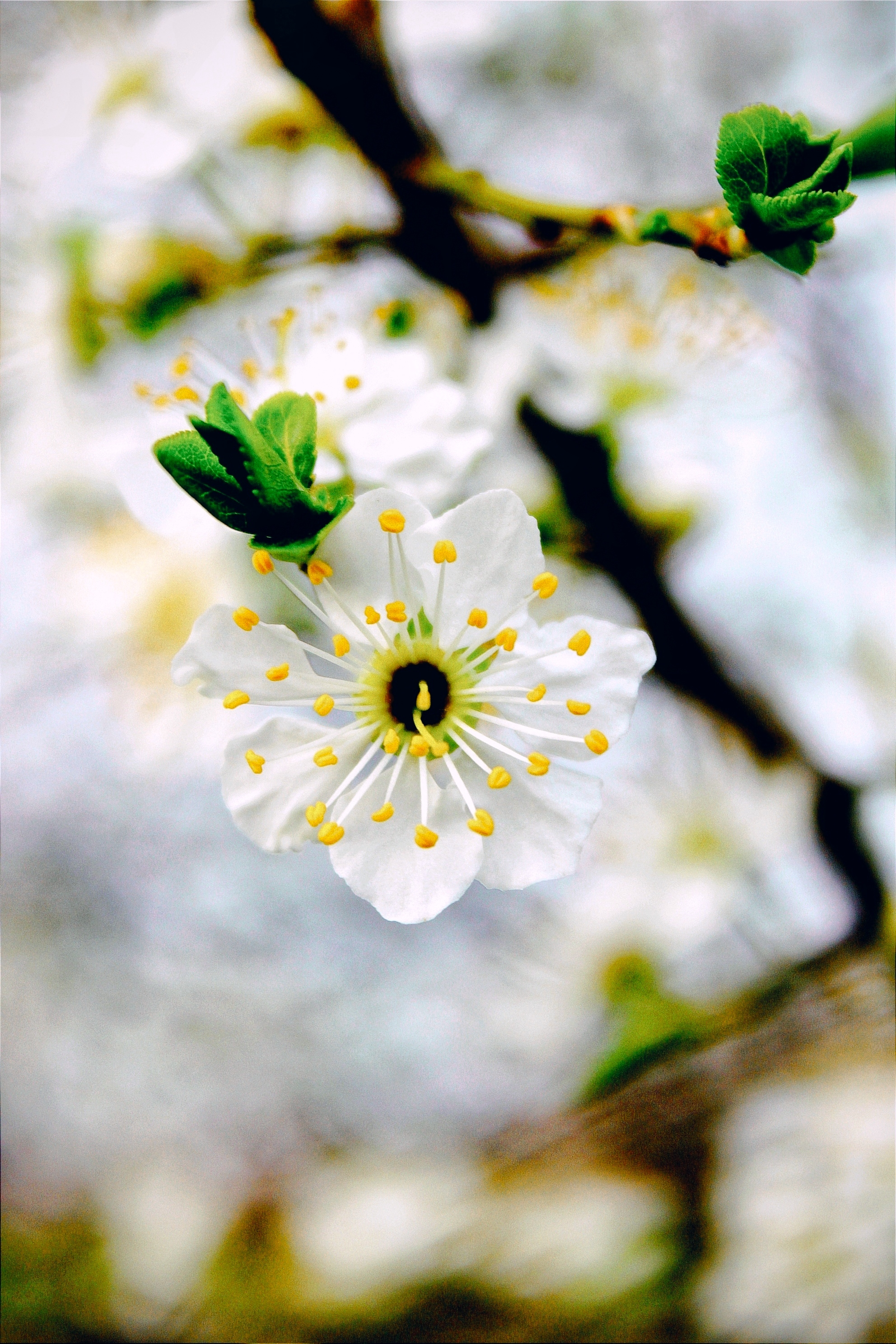
Prunus avium

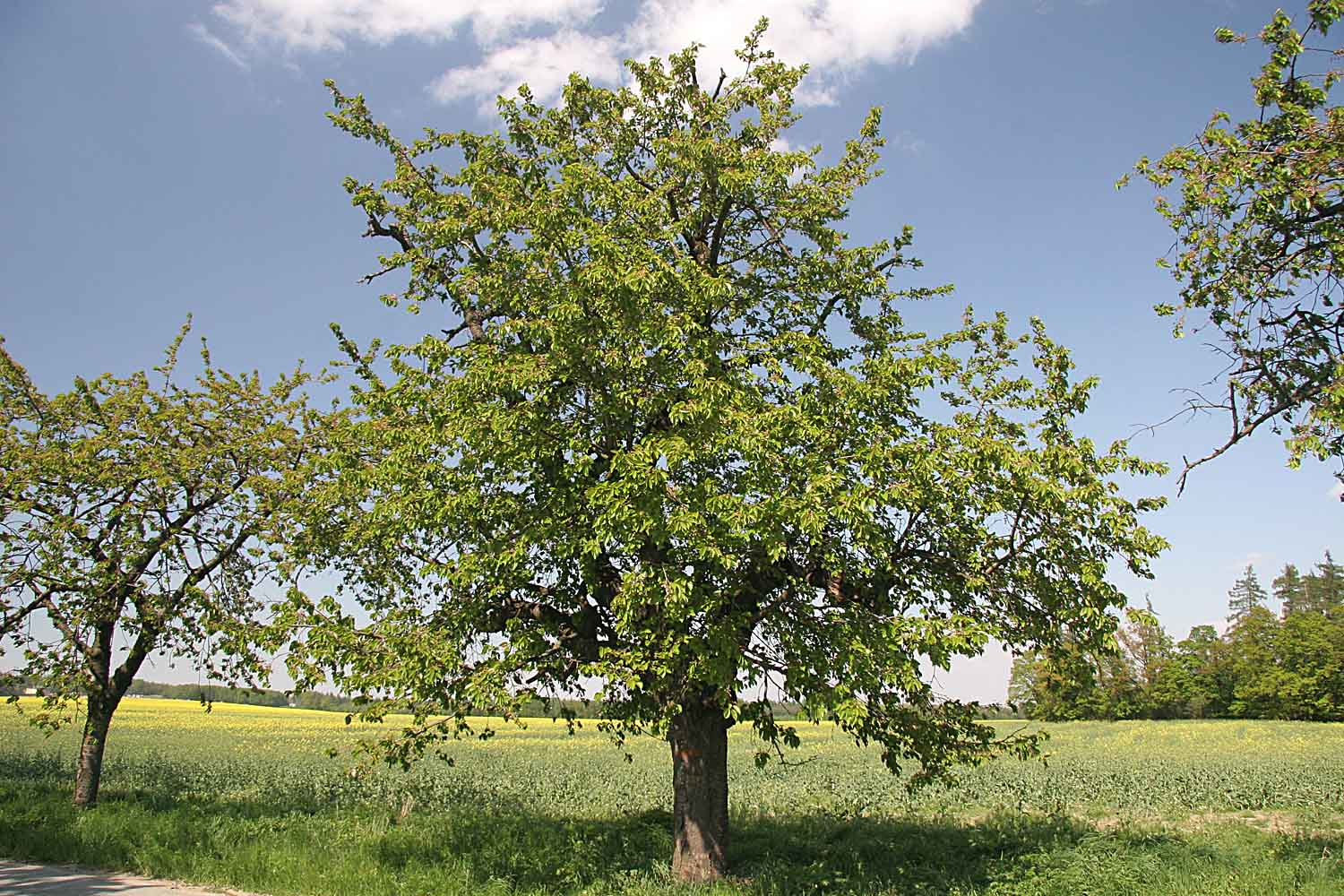
Třešeň ve stromořadí

Třešeň ptačí (Prunus avium) neboli třešeň obecná je statný strom dorůstající výšky až 35 m. Třešeň ptačí pochází patrně z Přední Asie, ale je zdomácnělá po celé Evropě. Divoce roste roztroušeně ve světlých lesích a křovinatých stráních od nížin do podhorského stupně. S oblibou je pěstována řada jejích hospodářsky cenných odrůd v zahradách a sadech. Pro svou otužilost je pěstována jako ovocný strom i u horských chalup v polohách, kde ostatní ovocné stromy (jabloně, hrušně, ořešáky…) již nenacházejí vhodné podmínky.

## Vzhled

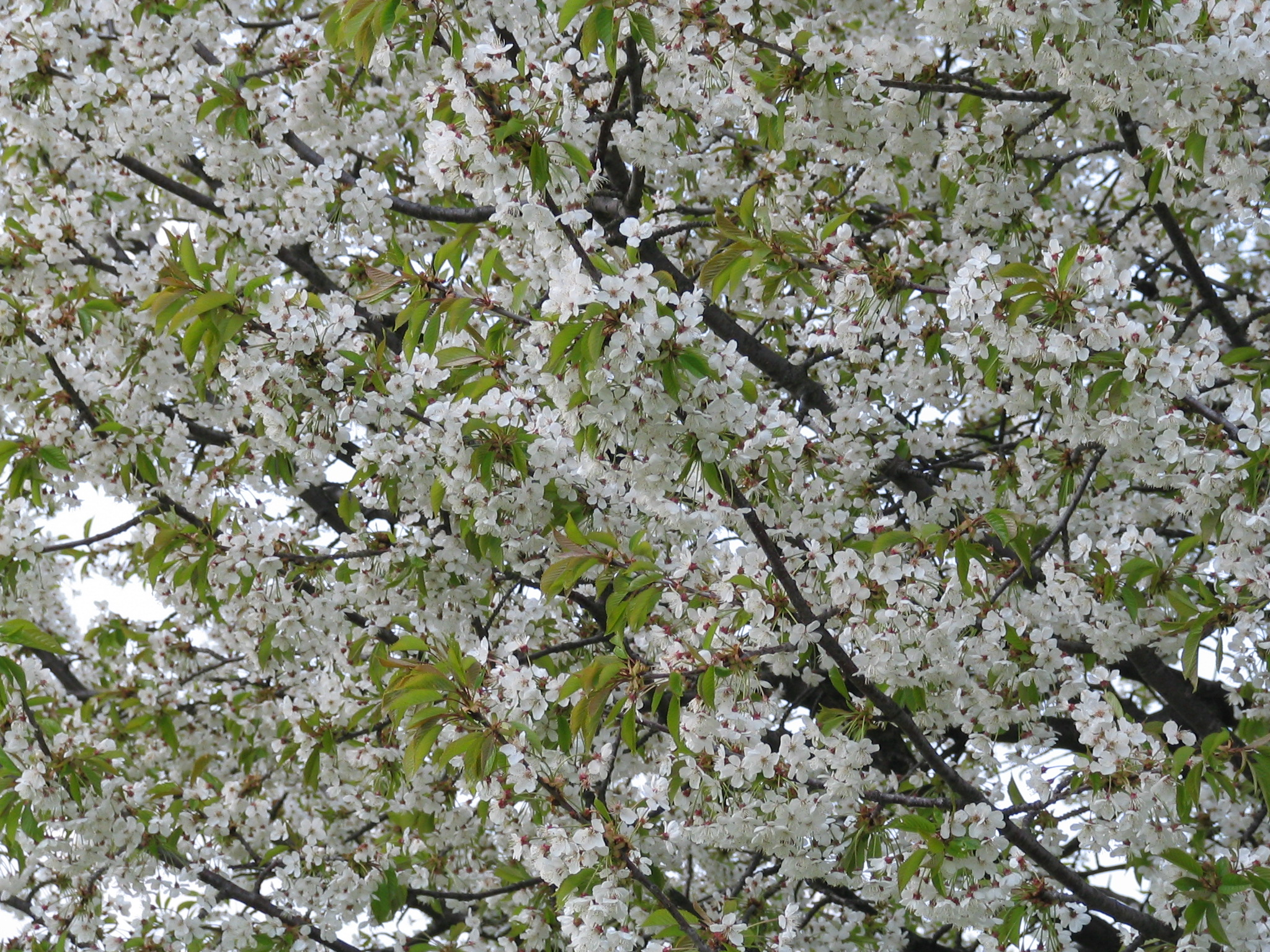
Květy třešně ptačí

Koruna bývá vejčitá (platí pro solitéry). Kůra je v mládí hladká, červenohnědá, později černo nebo šedo-hnědá, příčně se odlupující. Borka bývá slabá šedočerná. Letorosty jsou poměrně silné, červenohnědé s popelavým povlakem. Pupeny jsou vejčitě kuželovité, většinou nahloučené na koncích postranních větévek. Z obvejčitých až 15 cm dlouhých listů vybíhá jakoby „seškrcená“ špička. Po obvodu jsou hrubě pilovité, na čepeli blízko řapíku mají dvě červenavé nektarové žlázky.
Bílé oboupohlavné květy v bezlistých okolících vykvétají před olistěním (v podmínkách ČR dle polohy většinou v dubnu až květnu). Plodem je kulovitá červená, později velmi temně rudá peckovice. U planých stromů má plod (třešeň) dozrávající v červenci průměr pouze cca 1 cm. Pod tenkou dužinou ukrývá tvrdou žlutohnědou kulovitou pecku. 

## Využití
Plody šlechtěných odrůd nacházejí široké uplatnění v potravinářství (marmelády, kompoty, sirupy, cukrovinky…) V lesnictví jde o poměrně opomíjenou, ale velmi perspektivní dřevinu. Na vhodných stanovištích dokáže její příměs podstatně zvýšit ekonomický výnos a zároveň jde o meliorační a zpevňující prvek v lesním porostu. Dřevo je velmi cenné. Používá se především pro výrobu luxusního nábytku a výrobu nábytkářských dýh. Má široké červenohnědé jádro a úzkou červenavou běl. Je tvrdé, těžko štípatelné. Ve městech a parcích plní stejně jako ostatní druhy třešní a slivoní také funkci oblíbené okrasné dřeviny, vyšlechtěna je řada kultivarů (např. plnokvětá ˈPlenaˈ se sterilními sněhobílými květy).